# Henry Wheatley
Henry Wheatley, 1er baronnet (1777 - 21 mars 1852), est le gardien de la bourse privée du roi Guillaume IV et de la reine Victoria de 1830 à 1846.

## Biographie
Il est le troisième fils de William Wheatley, de Lesney House, dans la paroisse d'Erith, Kent, où il est né en 1777, et de Margaret, fille de John Randall, de Charlton, dans le même comté.
Il entre dans le 1er bataillon des Grenadier Guards en 1795 et sert en Hollande sous les ordres du prince Frederick, duc d'York et d'Albany, deuxième fils de George III. Au cours de cette campagne, il est blessé au cou le 19 septembre 1798. Il est promu d'enseigne à lieutenant cette année-là.
En 1807, il sert comme aide de camp de Harry Burrard lors de la bataille de Copenhague. Il est également présent à la bataille de Vimeiro en 1808, a reçu une compagnie en 1809, accompagné les gardes à Cadix en 1810 et est engagé avec ce corps à Barrosa. Il se retire de l'armée en 1812. Son grade de major-général est dans l'armée de Hanovre, et lui est conféré par le roi Guillaume IV.
En 1830, Guillaume le nomme Gardien de la bourse privée. Il est également receveur général du duché de Cornouailles. Il conserve ces deux fonctions sous la reine Victoria jusqu'à sa retraite en janvier 1847.
Il est nommé chevalier commandeur de l'ordre royal guelfe et chevalier en 1831, promu chevalier grand-croix en 1834 et créé baronnet en février 1847, et nommé compagnon de l'ordre du bain de la division civile en 1848.
Il épouse Louisa, fille de George Edward Hawkins, sergent chirurgien du toi George III le 13 février 1806. Ils ont deux fils qui meurent jeunes et cinq filles : Georgiana-Louisa ; Henrietta-Maria, décédée jeune; Laura-Maria décédée en 1841; Marie; et Sophia, demoiselle d'honneur de la reine Adélaïde. Il meurt le 21 mars 1852 et son titre de baronnet s'éteint avec lui.